# Aleksander Skrzyński

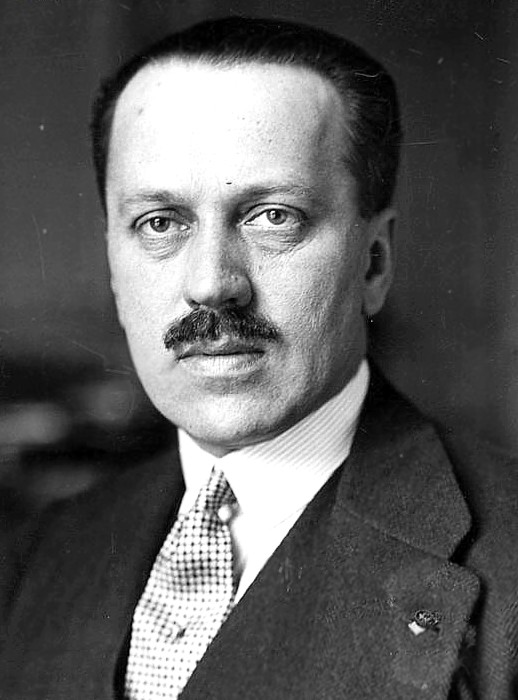
Aleksander Skrzyński.

Aleksander Józef Skrzyński, född 19 mars 1882 på släktgodset Zagórzany i Galizien, död 25 september 1931 i Łąkociny, var en polsk greve, diplomat och politiker. 

## Biografi
Skrzyński blev juris doktor i Wien 1906 och inträdde 1909 i den österrikisk-ungerska diplomatins tjänst, där han 1912 avancerade till ambassadsekreterare, men avgick vid första världskrigets utbrott 1914. 
Kort efter den nya polska statens tillkomst blev Skrzyński 1919 Polens minister i Bukarest och var december 1922 till maj 1923 utrikesminister i ministären Władysław Sikorski. Som sådan lyckades han den 15 mars 1923 utverka ambassadörskonferensens erkännande av Polens gränser i öster. 
Skrzyński blev i juni 1924 polsk delegerad vid Nationernas förbund och var juli 1924 till maj 1926 ånyo utrikesminister. Hans verksamhet på denna post gick främst ut på att genom fördrag med utländska makter stärka Polens internationella ställning. Bland annat avslutade han 1924–25 skiljedomsfördrag med Finland, Lettland, Estland, Schweiz och Sverige och i april 1925 en skiljedoms- och handelstraktat med Tjeckoslovakien. Under tiden november 1925 till maj 1926 var han även premiärminister.
Med USA ingicks i november 1924 ett avtal om reglering av betalningen av Polens skuld dit. Avsevärd avspänning i förhållandet till Sovjetunionen åstadkoms vid den sovjetiske utrikesministern Georgij Tjitjerins förhandlingar med Skrzyński i Warszawa i september 1925. Skrzyński deltog i oktober samma år i Locarnoförhandlingarna, varvid avslöts ett fransk-polskt garantiavtal och preliminärt en tysk-polsk skiljedomstraktat, den sistnämnda definitivt undertecknad av honom i London den 1 december samma år. 